# Adriana Zarri
Adriana Zarri (San Lazzaro di Savena, 26 aprile 1919 – Crotte di Strambino, 18 novembre 2010) è stata una teologa, giornalista e scrittrice italiana.

## Biografia
Nacque nel 1919 a San Lazzaro di Savena, nelle immediate vicinanze di Bologna, figlia di un mugnaio (già bracciante), e della figlia di un capomastro.
Negli anni giovanili fu dirigente dell'Azione Cattolica; dal 1952 fu giornalista pubblicista.
Dopo aver vissuto in diverse città italiane (Roma, soprattutto), dal settembre 1975, per una scelta eremitica, si ritirò prima ad Albiano, poi a Fiorano Canavese e a Perosa Canavese, e infine, dalla metà degli anni novanta, a Strambino, sempre in Canavese.
Collaborò con molte testate cattoliche: L'Osservatore Romano, Rocca, Studium, Politica oggi, Sette Giorni, Il Regno, Concilium, Servitium e Adista. Collaborò con i periodici Avvenimenti (con la rubrica Diario inutile) e MicroMega e con il settimanale Anna. Nel quotidiano il manifesto aveva una rubrica domenicale, Parabole.
Partecipò anche come ospite fissa alla trasmissione televisiva Samarcanda condotta da Michele Santoro. Nel 2004 fu candidata senza essere eletta alle elezioni europee nella liste di Rifondazione Comunista dell'Italia del Nord-Ovest, risultando la terza più votata nella lista con 7.402 voti.
La sua fu una teologia antitradizionalista, che dubitava dell'esistenza dell'Inferno in quanto punizione non educativa. Prese pubblicamente le distanze tanto dal disinteresse nei confronti della religione quanto da movimenti cristiani come Comunione e Liberazione oppure Opus Dei.
In occasione dell'approvazione della Legge 194 che consentiva l'Interruzione Volontaria della Gravidanza (IVG) in Italia e del successivo referendum si schierò in modo apertissimo a favore del diritto all'interruzione di gravidanza, adducendo motivazioni legate ai principi evangelici.

## Opere
- Giorni feriali, Milano, Istituto di propaganda libraria, 1955.
- L'ora di notte, Torino, SEI, 1960.
- La Chiesa nostra figlia, Vicenza, La Locusta, 1962.
- Monismo e Trinità, I, Impazienza di Adamo. Ontologia della sessualità, Torino, Borla, 1964.
- Teologia del probabile. Riflessioni sul postconcilio, Torino, Borla, 1967.
- La questione della pillola, a cura di e con Giancarlo Zizola, Giovanni Gozzer e Pino Donizetti, Milano, Mursia, 1969.
- Il divorzio fonte di divisione o banco di prova del rispetto?, con Angelo Castelli e Nilde Iotti, Firenze, Libreria editrice fiorentina, 1970.
- Il grano degli altri. Meditazioni sull'Isolotto, Torino, Gribaudi, 1970.
- "Tu". Quasi preghiere, Torino, Gribaudi, 1973; seconda edizione Torino, Gribaudi, 1985; terza edizione a cura di Francesco Occhetto, Torino, Lindau, 2021.
- Teresa di Lisieux alla Chiesa di oggi, con Umberto Vivarelli e Ernesto Balducci, Torino, Padri carmelitani, 1973.
- È più facile che un cammello..., Torino, Gribaudi, 1975; seconda edizione Torino, Gribaudi 1990; nuova edizione È più facile che un cammello..., postfazione di Antonietta Potente, Torino, Lindau, 2022.
- Nostro Signore del deserto. Teologia e antropologia della preghiera, Assisi, Cittadella, 1978; seconda edizione Assisi, Cittadella, 1984; terza edizione Assisi, Cittadella, 1991; nuova edizione Nostro signore del deserto. Meditazioni sulla preghiera, Soveria Mannelli, Rubbettino, 2013.
- Erba della mia erba. Resoconto di vita, Assisi, Cittadella, 1981.
- I guardiani del sabato. Riflessioni sulla Chiesa italiana dopo il referendum sull'aborto, Roma, Com-Nuovi tempi, 1981.
- Il pozzo di Giacobbe. Geografia della preghiera da tutte le religioni, Brescia, Camunia, 1985.
- Dodici lune, Milano, Camunia, 1989. ISBN 88-7767-070-3.
- Apologario. Le favole di Samarcanda, Milano, Camunia, 1990. ISBN 88-7767-108-4.
- Il figlio perduto. La parola che viene dal silenzio, Celleno, La Piccola editrice, 1991. ISBN 88-7258-301-2.
- Quaestio 98. Nudi senza vergogna, Milano, Camunia, 1994. ISBN 88-7767-165-3.
- Dedicato a, Milano, Frontiera, 1998. ISBN 88-87216-02-9.
- Il Dio che viene. Il Natale e i nostri Natali, Celleno, La Piccola editrice, 2007. ISBN 978-88-7258-318-0.
- L'amante dell'uomo. La preghiera e le preghiere, Celleno, La Piccola editrice, 2007. ISBN 978-88-7258-319-7.
- In quale dio crediamo? Le povere immagini di Dio, Celleno, La Piccola editrice, 2007. ISBN 978-88-7258-320-3.
- Vita e morte senza miracoli di Celestino VI, Reggio Emilia, Diabasis, 2008. ISBN 978-88-8103-570-0.
- Perché non abbiamo avuto figli. Donne "speciali" si raccontano, a cura di Paola Leonardi e Ferdinanda Vigliani, FrancoAngeli, 2009
- Un eremo non è un guscio di lumaca. Erba della mia erba e altri resoconti di vita, Torino, Einaudi, 2011. ISBN 978-88-06-20557-7.
- La gatta Arcibalda e altre storie. Riflessioni sugli animali e sulla natura, Perugia, Graphe.it, 2011. ISBN 978-88-97010-08-1.
- Tutto è grazia. L'ultima intervista con Domenico Budaci, Reggio Emilia, Aliberti, 2011. ISBN 978-88-7424-768-4.
- Teologia del quotidiano, Torino, Einaudi, 2012. ISBN 978-88-06-20620-8.
- Quasi una preghiera, Torino, Einaudi, 2012. ISBN 978-88-06-21510-1.
- Con quella luna negli occhi, Torino, Einaudi, 2014. ISBN 978-88-06-21713-6.
- La mia voce sa ancora di stelle. Diari 1936 -1948, a cura di Francesco Occhetto, Torino, Einaudi, 2023.  ISBN 978-8806255596

## Premi e riconoscimenti
- "Premio speciale Testimone del Tempo" assegnato dal Premio Acqui Storia
- "Premio Matilde di Canossa" della Provincia di Reggio[4]
- "Premio Minerva 1989" nella sezione "Ricerca scientifica e culturale"[5]
- "Premio Igino Giordani 2002" del comune di Tivoli[6]
- Con il suo volume Vita e morte senza miracoli di Celestino VI ha vinto, nel 2008, la quattordicesima edizione del "Premio Letterario Domenico Rea", nella sezione narrativa[7][8], e la quarta edizione del "Premio letterario Alessandro Tassoni", sempre per la sezione narrativa.[9]